# Viktor Kuzmič Abalakin
Viktor Kuzmič Abalakin [víktor kúzmič abalákin] (rusko Ви́ктор Кузьми́ч Абала́кин), ruski astronom, * 27. avgust 1930, Odesa, Sovjetska zveza (danes Ukrajina), † 23. april 2018.

## Življenje in delo
Abalakin je leta 1953 diplomiral na Državni univerzi v Odesi. Od 23. decembra 1987 je dopisni član Sovjetske in Ruske akademije znanosti v razredu splošne fizike in astronomije (astronomija, astrofizika in vesoljska fizika). Raziskuje na področju zvezdne dinamike, efemeridne astronomije, teoretične astronomije in nebesne mehanike.
V letu 1982 je prejel Državno nagrado ZSSR. Je glavni urednik revije Zemlja i Vselennaja (Земля и Вселенная).
Med letoma 1983 in 2000 je bil trinajsti predstojnik Observatorija Pulkovo, kjer je nasledil Tavastšerno.

## Priznanja
Poimenovanja
Po njem se imenuje asteroid 2722 Abalakin.